# Aktiv forvaltning
Aktiv forvaltning (også kaldet aktiv investering er en tilgang til investering. I en aktivt forvaltet investeringsportefølje vælger investoren de investeringer, som skal udgøre porteføljen. Aktiv forvaltning bliver ofte sammenlignet med passiv forvaltning eller indeks-investering.
Til udvælgelse af investeringer kan der bruges forskellige metoder
- Fundamental analyse; denne metode analyserer karakteristika i individuelle investeringer og evaluerer dem på baggrund af risiko og potentielt afkast
- Kvantitativ analyse; denne metode etablerer en systematisk proces til at købe og sælge investeringer ved brug af data fra de individuelle investeringer[1]

Flere undersøgelser viser, at aktivt forvaltede fonde konsistent klarer sig dårligere end indeksfonde.